# 今井祐介
今井祐介（いまい ゆうすけ、1974年7月27日 - ）は、北海道出身のサッカー選手。ポジションはDF。

## 来歴
北海道で生まれるが、間もなく東京へ引っ越し4歳の頃からサッカーを始める。幼少時から海外でプレーすることを夢見、中学生の頃からスペイン語を学ぶなど海外でのプレーに備えた。中学卒業後は東京都立久留米高等学校に進学しサッカー部に所属。しかし、公式戦出場はなく、卒業後は大東文化大学へ進学した。その後、同大在学中の1993年に渡欧しヴェローナ、シュトゥットガルト等の練習に参加。ここでは契約にはいたらなかったものの、翌1994年にメキシコのプリメーラ・ディビシオンA（2部）・クラブ・ゲレロス・デ・アカプルコと翌シーズンの契約を締結。1995年に大学を休学してメキシコ入りし、念願の海外プロサッカー選手となった。メキシコで2年プレーした後、1997年にいったん帰国し、大東文化大に復学。同大の東都リーグ1部昇格に貢献すると、卒業後の1998年、再び日本を離れJリーグでのプレイ経験もあるチェローナが監督を務めるアメリカのUSL3部・ヒューストン・ハリケーンズに入団した。しかし、月給は安く、副業をこなしながらサッカー選手としての生活を送ったという。ヒューストン・ハリケーンズで3シーズン、プレーした後、スロバキア2部・FKラピッド・ブラチスラバへ移籍。その後もエルサルバドルやグアテマラのチームを渡り歩いた。

## エピソード
かつて、自身の公式ウェブサイトで「今後はエルサルバドル人に帰化して、 エルサルバドル代表として2006年ドイツワールドカップ出場を目指す」と公言していた。

## 所属クラブ
- 東京都立久留米高等学校
- 1993年 - 1994年 大東文化大学
- 1995年 - 1996年 クラブ・ゲレロス・デ・アカプルコ (メキシコ)
- 1997年 - 1998年 大東文化大学
- 1998年 - 2000年 ヒューストン・ハリケーンズ (アメリカ)
- 2001年 FKラピッド・ブラチスラバ (スロバキア)
- 2002年 Mar y Plata (エルサルバドル)
- 2003年 チマルテナンゴ (グアテマラ)